# سلم (درخت)
سلم (نام علمی: Vachellia flava) و مترداف (Acacia ehrenbergiana) نام یک گونه درختی مقاوم به خشکی از تیره باقلاییان است. در صحرای بزرگ آفریقا، شمال ساحل صحرا، بخش‌هایی از شرق آفریقا، شبه‌جزیره عربستان و ایران یافت می‌شود. درختی بسیار زیبا با اندامی بلند که شکل خارجی آن (از دور) شباهت زیادی به «مُظَلَه» یا (چتر) دارد. این درخت از خانوادهٔ درخت سمر است، و تقریباً شباهت زیادی نیز به درخت سُمر دارد. خارش از «خار سمر» بلندتر و برگش باریک و ریز است.
شاخه‌های درخت سَـلـَم تو برهم و دور یکدیگر است. گویند که این درخت بین ۶۰ تا ۸۰ سال عمر می‌کند. چوب این درخت قرمز مایل به قهوه‌ای و بسیار محکم است. درخت سلم در برابر خشکسالی وکم آبی نسبتاً مقاوم است، ولی سرانجام مانند سایر درختان در اثر بی‌آبی و تشنگی خشک می‌شود و می‌میرد.

## سلم در منطقه هرمزگان
درخت سَـلـَم بیشترین پوشش جنگلی کوهستانی منطقهٔ هرمزگان را دربر گرفته‌است. برگ درخت سلم غذای مخصوص شتر است، همچنین چوب درخت سمر برای زغال از چوب کُنار و چوب کهور مرغوب‌تر است. از درخت سلم در فصل تابستان گلی زرد رنگ مایل به رنگ پرتقالی می‌روید و بوی مطبوعی دارد.